# اکاتانگیراهال
اکاتانگیراهال (به انگلیسی: Akkatangirahal) یک منطقهٔ مسکونی در هند است که در کارناتاکا واقع شده‌است.